# Jet Time

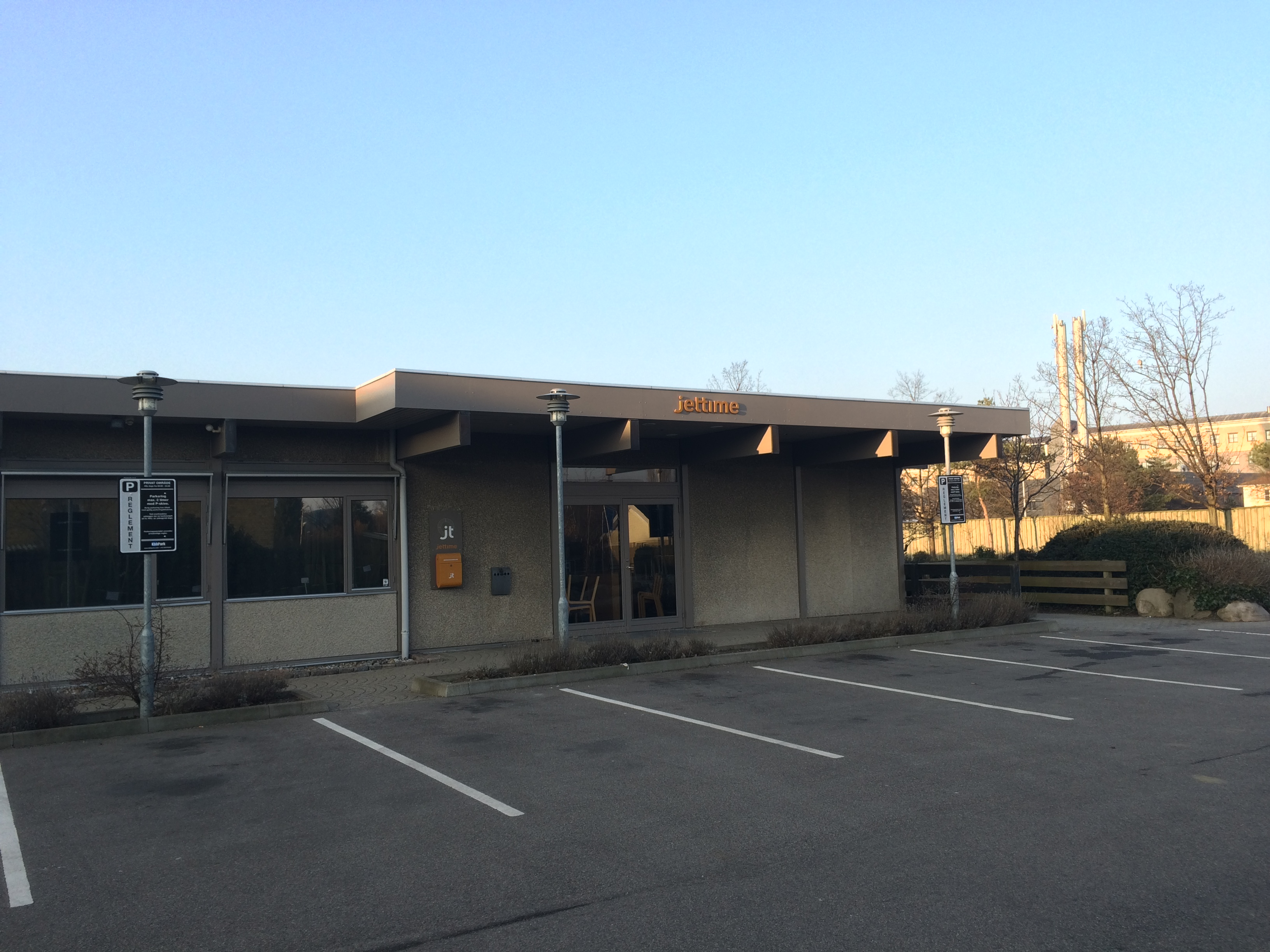
Siège social.

Jettime  est une compagnie aérienne danoise qui effectue principalement des vols réguliers et charter. Elle est basée à l'aéroport de Copenhague.

## Historique
Lancée en 2006 sous le noms de Jet Time par un groupe d'investisseurs, elle opère son premier vol le 19 septembre 2006. Elle fait banqueroute lors de la crise économique liée à la pandémie de Covid-19 le 21 juin 2020 et se récrée le 8 juin 2020 sous le nom de Jettime. La nouvelle entreprise commence ses opérations en 2021

## Flotte

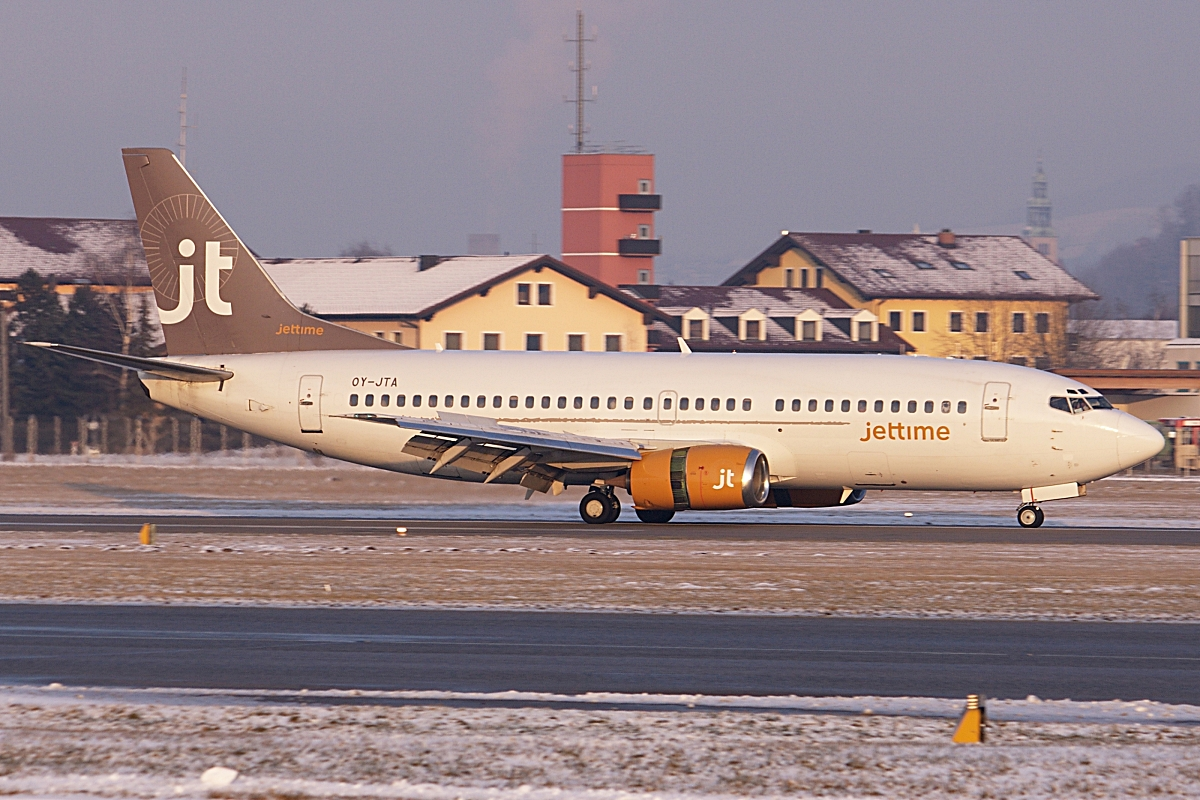
Boeing 737-300 de Jettime.

La flotte de Jet Time est composée des appareils suivants (en date du 3 avril 2018), :